# 茹尔河畔图里
茹尔河畔图里（法語：Toury-sur-Jour，法語發音：[tuʁi syʁ ʒuʁ]）是法国涅夫勒省的一个市镇，属于讷韦尔区。

## 地理
茹尔河畔图里（46°43'44"N, 3°14'27"E）面积24.4 平方千米，位于法国勃艮第-弗朗什-孔泰大區涅夫勒省，该省份为法国中部省份，北至约讷省，西北接卢瓦雷省，西接谢尔省，南至阿列省，东南接索恩-卢瓦尔省，东临科多尔省。
与茹尔河畔图里接壤的市镇（或旧市镇、城区）包括：奥鲁厄、阿列河畔新城、阿济勒维夫、尚特奈圣安贝尔、多尔讷、讷维尔莱德西兹、特雷奈。

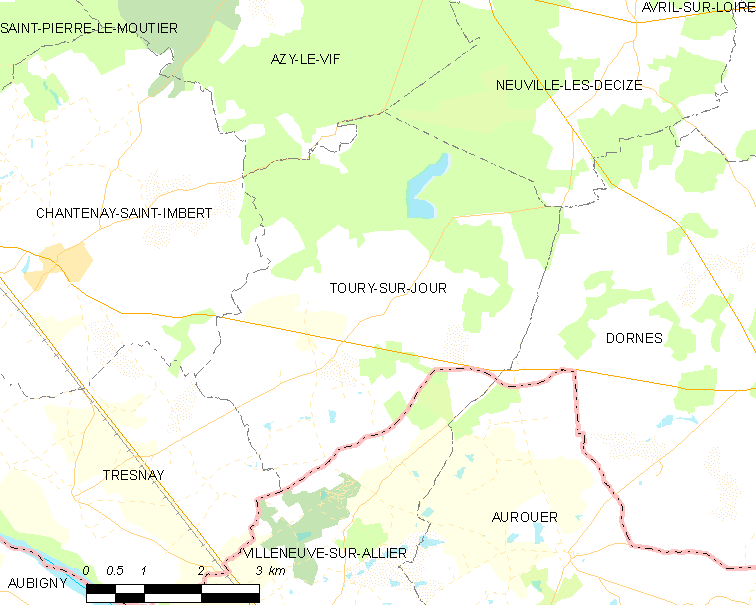
茹尔河畔图里的OSM定位图

茹尔河畔图里的时区为UTC+01:00、UTC+02:00（夏令时）。

## 行政
茹尔河畔图里的邮政编码为58240，INSEE市镇编码为58294。

## 政治
茹尔河畔图里所属的省级选区为圣皮埃尔勒穆捷县。

## 人口

1962-2008年间茹尔河畔图里人口变化图示

茹尔河畔图里于2022年1月1日时的人口数量为124人。